# Leipäjuusto
Leipäjuusto także juustoleipä (dosł. ser chlebowy; chleb serowy) – tradycyjny fiński ser z krowiego, reniferowego lub koziego mleka (młodziwa), pieczony, gotowany lub flambirowany. 

## Nazwa
Współcześnie używane nazwy to leipäjuusto (dosł. ser chlebowy), juustoleipä (dosł. chleb serowy) oraz w Laponii i szwedzkojęzycznej Dolinie Torne kahvijuusto (dosł. ser kawowy).
Podczas gryzienia ser wydaje charakterystyczny dźwięk – skrzypi w zębach – stąd w języku angielskim funkcjonuje nazwa „Finnish squeaky cheese” (dosł. fiński skrzypiący ser).

## Opis
Tradycyjny ser wytwarzany na północy Finlandii z mleka reniferowego a w Ostrobotni i Kainuu z mleka krowiego, czasem z mleka koziego. Wyrabiany jest z młodziwa. W latach 80. XX w. rozpoczęto jego produkcję na skalę przemysłową. 
Leipäjuusto serwowany jest na zimno lub podgrzany, podawany jest do kawy, często z dżemem z malin moroszek. 